# Marks (Rosja)
Marks – miasto w Rosji, w obwodzie saratowskim. W 2010 roku liczyło 31 531 mieszkańców. Nazwane zostało na cześć Karla Marxa.